# Windsor Corporation
Die Windsor Corporation war ein Pkw-Hersteller, der von 1929 bis 1930 in St. Louis (Missouri) Automobile der Marke Windsor produzierte.

## Geschichte
Die Windsor Corporation war ein Tochterunternehmen der Moon Motor Car Company und hatte die Fertigung in den gleichen Hallen wie die Muttergesellschaft und ebenfalls die gleiche Geschäftsleitung. Als die Verkaufszahlen von Moon dramatisch fielen und die andere Tochtergesellschaft, Diana Motors Company gerade aufgelöst war, hoffte man, dass man wenigstens mit der Marke Windsor erfolgreich sein konnte. Es sollte aber anders kommen. Moon stellte im April 1929 den Verkauf von Wagen unter dem eigenen Markennamen ein; die Firma Windsor starb nur ein Jahr später.
Die Fahrzeuge wurden als „White Prince“ verkauft. Sie hatten ein vorn und hinten abgesenktes Fahrgestell das eine niedrige Bauweise ermöglichte, Zentralchassisschmierung und hydraulische Bremsen. Sie waren klar über dem Moon angesiedelt. Ursprünglich trugen sie das Wappen des Prince of Wales auf Kühlermaske und Radkappen. Auch in der Werbung wurde es verwandt. Als aber das britische Königshaus Einspruch erhob, änderte man das Firmenzeichen.

## Modelle
Alle Fahrzeuge waren mit Continental-Motoren ausgestattet und besaßen Warner-Getriebe; die Modelle 6-79 und 8-92 mit vier Gängen, alle übrigen mit drei.
| Modell             | Bauzeitraum | Zylinder | Leistung         | Radstand |
| ------------------ | ----------- | -------- | ---------------- | -------- |
| 6/69 / 6/72 / 6/79 | 1929–1930   | 6 Reihe  | 66 bhp (48,5 kW) | 3048 mm  |
| 8-82 / 8-92        | 1929–1930   | 8 Reihe  | 88 bhp (65 kW)   | 3188 mm  |

Die 7-sitzige Limousine erhielt in der Baureihe 6-72 ab Juni 1929 ein längeres Fahrgestell mit 3480 mm Radstand und in der Baureihe 8-92 mit 3556 mm.